# Molobratia youngi
Molobratia youngi är en tvåvingeart som beskrevs av Geller-grimm 2005. Molobratia youngi ingår i släktet Molobratia och familjen rovflugor. Inga underarter finns listade i Catalogue of Life.